# Tərtər (raion)
Pour les articles homonymes, voir Tartar.
Tartar, ou Tərtər selon la graphie azérie (en azéri : Tərtər rayonu), est un raion d’Azerbaïdjan, dont le chef-lieu est la ville du même nom. Il fait partie de la région économique du Karabagh.

## Géographie
Le raion s'étend sur 412 km2 dans l'ouest de l'Azerbaïdjan. Il comprend la ville de Tərtər et 76 villages.

## Histoire
Au début de la deuxième guerre du Haut-Karabagh de 2020, la région est le théâtre d'affrontements entre les Arméniens et les Azerbaïdjanais. Selon les informations du ministère azerbaïdjanais de la Défense, le 3 octobre, les localités de Madaghis et de Talish de la région de Tartar sont reprises par les forces loyalistes d'Azerbaïdjan à la république du Haut-Karabagh. Le même jour, le président Ilham Aliyev change le nom de Madaghis en Sougovuchan (Suqovuşan). À l'issue du cessez-le-feu le 10 novembre, le raion demeure en grande partie sous le contrôle du Haut-Karabagh.
À la suite de l'offensive éclair des forces armées azerbaïdjanaises les 19 et 20 septembre 2023, l'ensemble du territoire encore contrôlé par la république d'Artsakh est repris par les forces armées azerbaïdjanaises, entraînant l'exode de ses habitants vers l'Arménie.